# 沙特国际石化公司
沙特國際石化股份公司（英語：Saudi International Petrochemical Company，簡稱為Sipchem）是一家由沙特阿拉伯和海灣合作委員會國家私營部門投資者共同擁有的公司，成立於1999年12月22日，實收資本為5億元沙特里亞爾（約1億3,300萬美元）。
2003年首次增加股本，發行300萬股，從而將資本增加至6.5億元里亞爾。2005年4月，進一步增資8.5億元里亞爾，總股本達到15億元里亞爾。
Sipchem選擇朱拜勒工業城來建造其用於生產各種化學品的工業園區，這座城市被認為是世界領先工業區之一，擁有此類大型項目所需的重要基礎設施。
- 沙特国际石化公司生产恢复正常